# Entrelazado (arte)

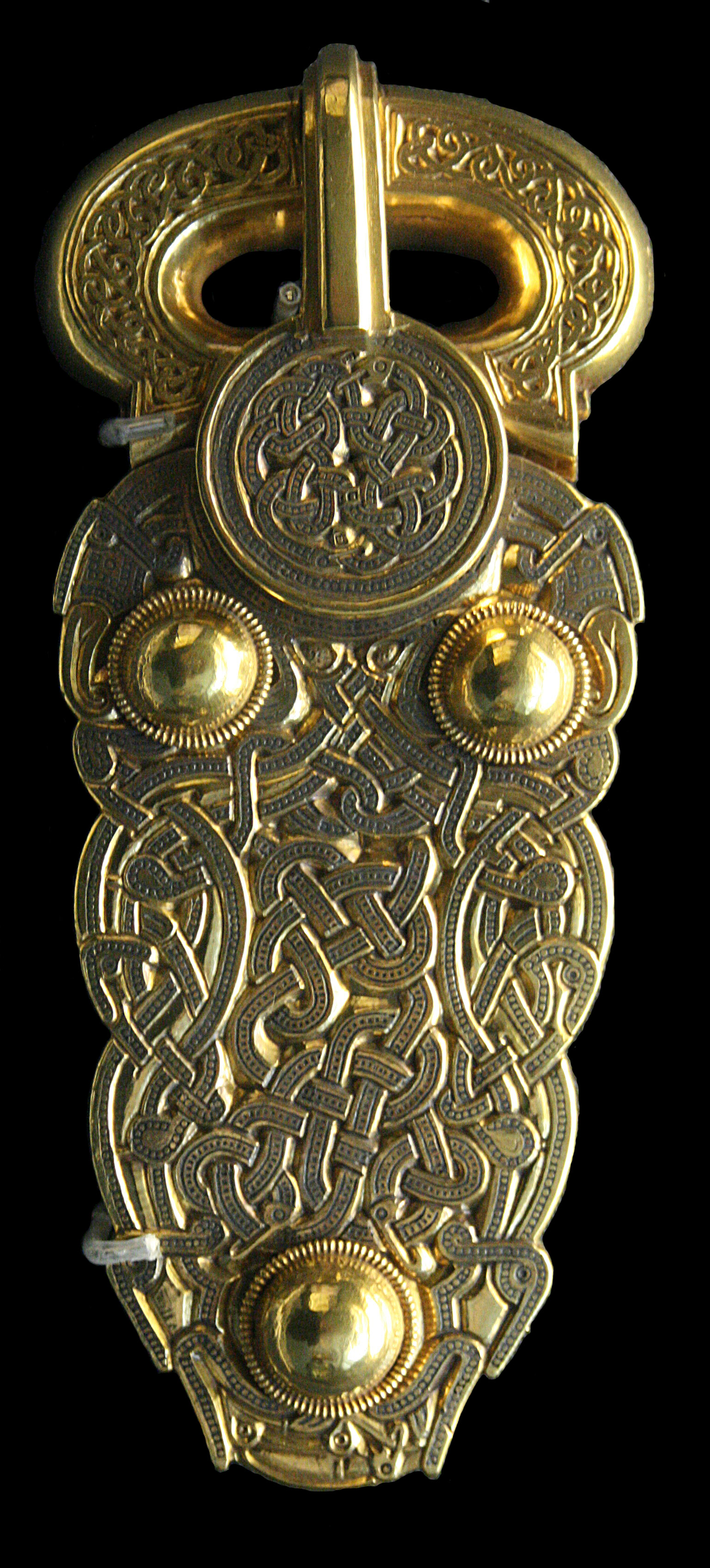
Fíbula anglosajona de oro con entrelazados,.

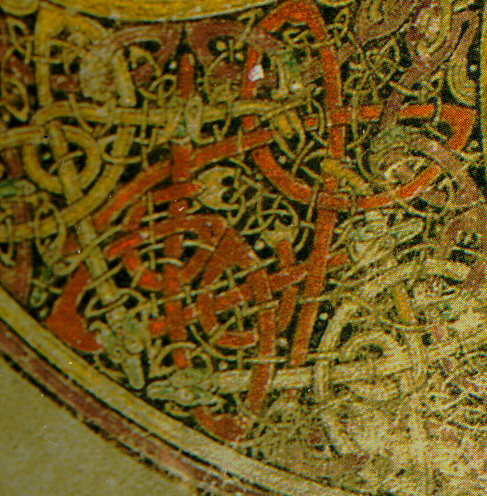
Detalle de los elaborados entrelazados del Libro de Kells.

El entrelazado es un elemento decorativo propio del arte medieval. En los entrelazados se unen partes de otros motivos, trenzados o anudados, en complejos patrones geométricos, a menudo usados para rellenar espacios vacíos. El entrelazado es común en Europa septentrional en el arte de los pueblos germánicos, y especialmente en el arte insular de las islas británicas y en el arte islámico. Galicia también cuenta con elementos de entrelazado desde la cultura castreña hasta la época moderna.